# (9323) Hirohisasato
(9323) Hirohisasato est un astéroïde de la ceinture principale.

## Description
(9323) Hirohisasato est un astéroïde de la ceinture principale. Il fut découvert le 11 février 1989 à Geisei par Tsutomu Seki. Il présente une orbite caractérisée par un demi-grand axe de 2,37 UA, une excentricité de 0,17 et une inclinaison de 5,5° par rapport à l'écliptique.

## Compléments